# De Streek (Drenthe)
De Streek is een buurtschap in de gemeente Noordenveld, in de Nederlandse provincie Drenthe. Het ligt ten zuiden van Peize.
Het ligt feitelijk net buiten dat dorp, tussen de Oostingslaan en de Heideweg. De eerste ontginning van De Streek vond plaats in de 18e eeuw. In de eeuw daarna ontstond er langzaam de buurtschap. De buurtschap is in de loop van de twintigste eeuw dichter bewoond geraakt. Aan de andere kant van Bunnerveenseweg is er de buurtschap Boerlaan gelegen. En loopt er ook de Grote Masloot.
Hoofdplaats: Roden

Overige plaatsen: Allardsoog (deels) · Altena · Alteveer · Amerika · Boerlaan · Een · Een-West · De Streek · Foxwolde · Huis ter Heide · Klunderveen · Langelo · Lieveren · Leutingewolde · Matsloot · Nietap · Nieuw-Roden · Norg · Norgervaart (deels) · Oostindië (deels) · Peest · Peize · Peizermade · Peizerwold · De Pol · Roderesch · Roderwolde · Sandebuur · Steenbergen · Terheijl · Veenhuizen · Westervelde · Zuidvelde

Drenthe: Steden en dorpen      Nederland: Provincies · Gemeenten